# Râul Secăruia Mică
Râul Secăruia Mică este un curs de apă din județul Argeș, fiind unul din cele două brațe care formează Râul Secăruia. 